# コマルカ・デ・フェロル
コマルカ・デ・フェロル（Comarca de Ferrol）はスペインガリシア州ア・コルーニャ県のコマルカで、同県の北東部に位置する。
アーレス、セデイラ、フェネ、フェロル、モエーチェ、ムガルドス、ナロン、ネダ、サン・サドゥルニーニョ、アス・ソモーサス、バルドビーニョの11自治体によって構成される。
隣接するコマルカは、東がコマルカ・ド・オルテガル、南がコマルカ・ド・エウメで、北と西は大西洋に面している。
面積は623.5km²で、2010年の人口は162,980人（2007年：162,929人）。コマルカの中心となっている地区は自治体フェロルの市街地のフェロル地区。

## 地理
| コマルカ・デ・フェロルの構成自治体（2010年）           |            |             |                    |
| 自治体                                                 | 人口（人） | 面積（km²） | 人口密度（人/km²） |
| アーレス                                               | 5,705      | 18.3        | 311.7              |
| セデイラ                                               | 7,412      | 85.4        | 86.8               |
| フェネ                                                 | 14,092     | 26.3        | 535.8              |
| フェロル                                               | 73,638     | 82.6        | 891.5              |
| モエーチェ                                             | 1,401      | 48.5        | 28.9               |
| ムガルドス                                             | 5,536      | 12.8        | 432.5              |
| ナロン                                                 | 38,285     | 67.0        | 571.4              |
| ネダ                                                   | 5,489      | 23.8        | 230.6              |
| サン・サドゥルニーニョ                                 | 3,098      | 99.7        | 31.1               |
| アス・ソモーサス                                       | 1,342      | 70.9        | 18.9               |
| バルドビーニョ                                         | 6,982      | 88.2        | 79.2               |
| 計                                                     | 162,980    | 623.5       | 261.4              |
| 出典: INE（スペイン国立統計局）、IGE（ガリシア統計局） |            |             |                    |